# Campeonato Paraguayo de Fútbol 1927
El Campeonato Paraguayo de Fútbol de 1927 fue la vigésima edición del principal torneo de fútbol de Paraguay.
El campeón del torneo fue el Club Olimpia quienes obtuvieron su quinto campeonato en la primera categoría.

## Desarrollo
|  | Campeón.    |
|  | Descendido. |

| Equipo                |
| --------------------- |
| Club Olimpia          |
| Club Nacional         |
| Club Cerro Porteño    |
| Club Sol de América   |
| Club Guaraní          |
| Club Presidente Hayes |
| Club Libertad         |
| Club River Plate      |
| Sportivo Luqueño      |
| Club Rubio Ñu         |

| Bandera de Paraguay  |
| Campeón Club Olimpia |
| Quinto título        |